# Emil Racoviță
Emil Racoviță (även stavat Racovitza; uttalas  [eˈmil ˈrakovit͡sə]), född 15 november 1868, död 19 november 1947 (79 år), var en rumänsk biolog, zoolog, speleolog och polarforskare. Han var en inflytelserik forskare i Rumänien och var den förste biolog som studerade livet i Arktis och 
Rumäniens antarktiska forskningsstation Law-Racoviţă har fått sitt namn efter honom och Phillip Law. Det finns också en grotta i Moldavien som bär hans namn. 